# Anasazi

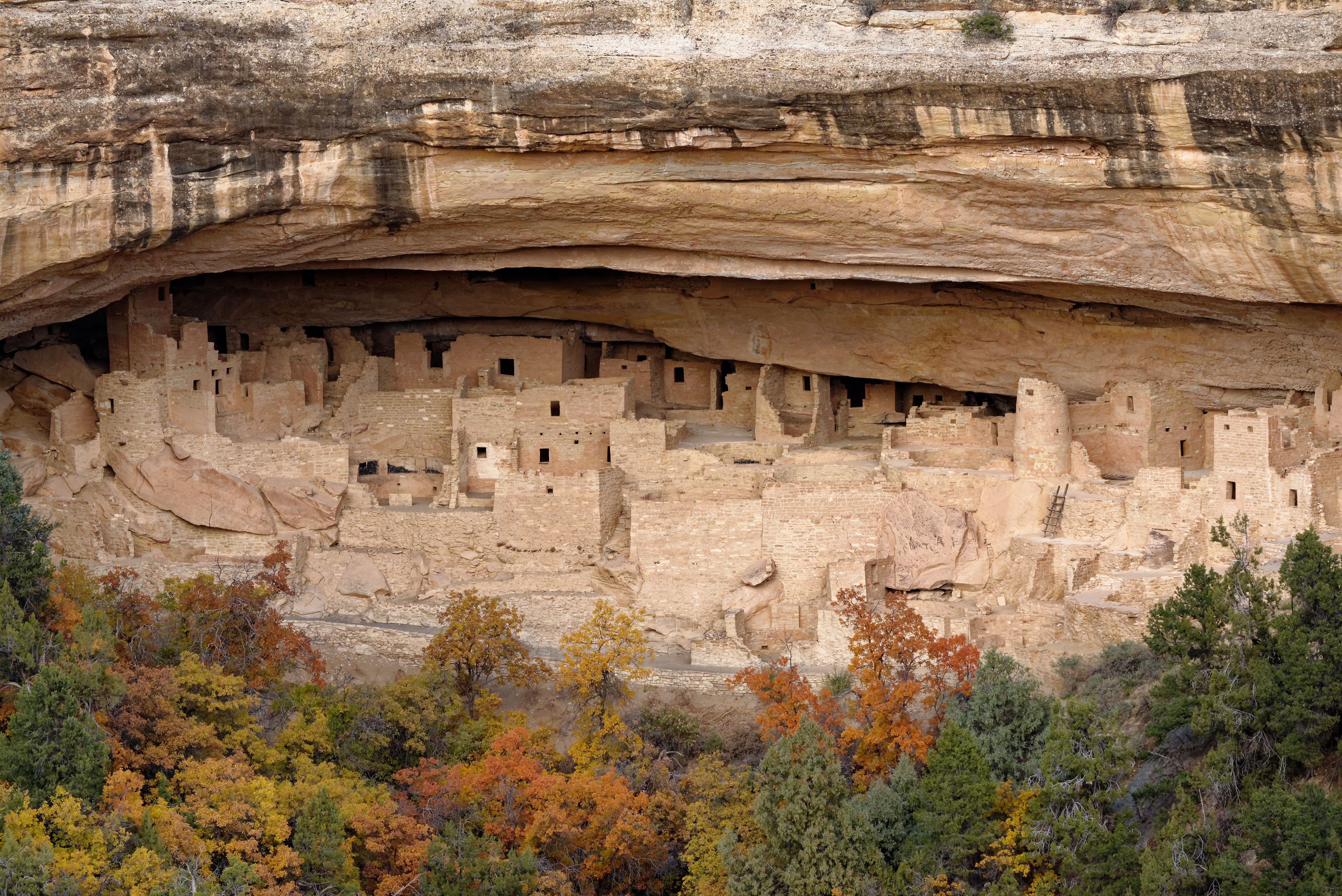
El Palacio del Acantilado en el parque nacional de Mesa Verde, en el Condado de Montezuma (Colorado).

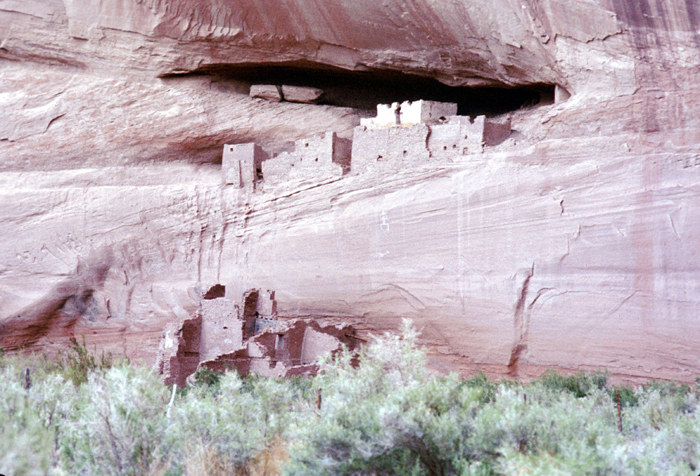
Sendero de las Ruinas de la Casa Blanca en el Monumento Nacional Cañón de Chelly, en el Condado de Apache (Arizona).

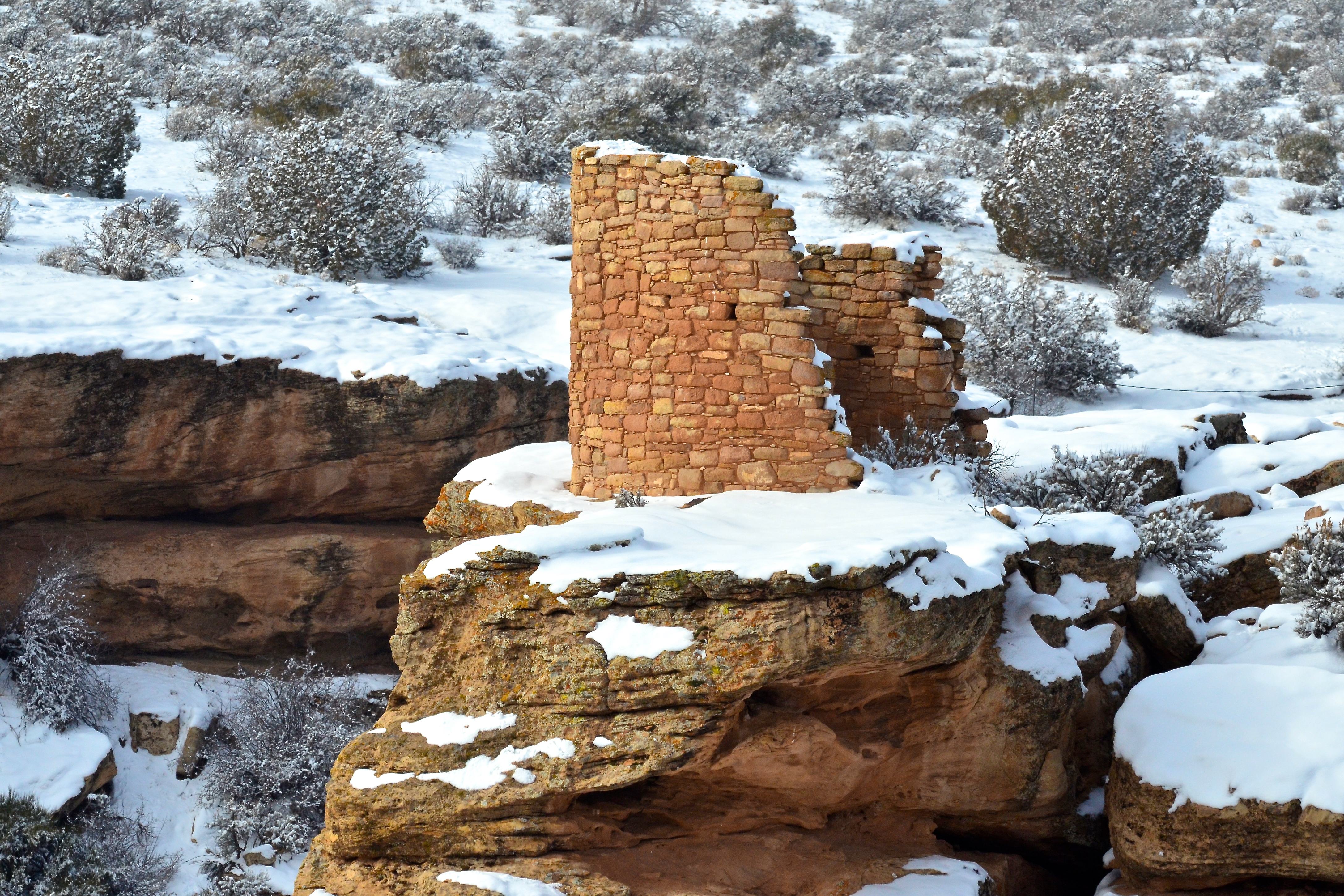
Torre de la Herradura en el Monumento Nacional de Hovenweep.

Los Anasazi (también conocidos como los Puebloanos Ancestrales, Gentes de Pueblo Ancestral o la cultura Pueblo de los Cesteros) fueron una antigua cultura Nativo Americana de los Indios Pueblo. Ocupaban, en varios grupos, la región actual de las Cuatro Esquinas, que abarcaba el sureste de Utah, el noreste de Arizona, el noroeste de Nuevo México y el suroeste de Colorado. 
Los Anasazi vivían en una variedad de estructuras, entre las que se encontraban pequeñas casas familares semienterradas, estructuras más grandes para albergar a los clanes y a las tribus de los Pueblo, así como viviendas en acantilados para su defensa. Contaban con una compleja red que conectaba cientos de comunidades y centros de población a lo largo de la Meseta de Colorado. Poseían un conocimiento distintivo de las ciencias celestiales, el cual ha sido plasmado en su arquitectura. La kiva, un espacio de congregación utilizado principalmente para ceremonias, era parte integral de la estructura comunitaria.
Se considera que los descendientes actuales de los Anasazi son los indios Pueblo, entre los que se encuentran los Zuñíes y los Hopis; aunque no se conoce con seguridad si hay continuidad étnica entre ellos y los antiguos Anasazi, (o si la continuidad es solo geográfica). Los modernos viejos indios Pueblo son étnica y lingüísticamente diversos, pero se desconoce si los Anasazi originales formaban un único pueblo o conjuntos de pueblos diferentes que compartían una cultura similar. 
Su civilización ha dejado varios vestigios populares y litúrgicos en distintos lugares, tres de los cuales han sido clasificados como patrimonio mundial por la UNESCO: el parque nacional de Mesa Verde, el parque histórico nacional de la Cultura Chaco y el Pueblo de Taos. Los restos encontrados por los arqueólogos demuestran que los Anasazi tenían conocimientos de cerámica, tejido e irrigación. Además, dibujaban símbolos que no han sido descifrados hasta el día de hoy y también observaban los desplazamientos solares.
Los arqueólogos siguen debatiendo respecto a cuándo pudo haber surgido esta cultura. El consenso actual, basado en la terminología definida por la Clasificación de Pecos, sugiere que surgió aproximadamente en el siglo XII a. C., designada arqueológicamente durante la Era de los Cesteros Tempranos II.

## Etimología
Pueblo, que significa "aldea" y "gente" en Español, fue un término acuñado por los exploradores españoles que lo usaron para referirse al estilo particular de vivienda de este grupo. Los Navajo, que ahora residen en partes del antiguo territorio de los indios Pueblo, denominaban a estas personas como Anaasází en su lengua Diné, un exónimo que significa "ancestros de nuestros enemigos", en referencia a su competencia con los indios Pueblo. A día de hoy los Navajo usan el término en el sentido de "gente antigua" o "primitivos", es decir, salvajes o bárbaros, mientras que otros atribuyen el significado de Anasazi a "los antiguos que son diferentes de nuestro pueblo"; (lit. Ana = "diferente de nosotros" + asaza = "los antiguos").En el siglo XX, se solía hacer referencia a estas personas y a su cultura arqueológica con el exónimo Diné. Alfred V. Kidder, quien erróneamente creyó que Diné significaba «ancianos», utilizó el término en el sistema de clasificación de Pecos de 1927.Los indios Pueblo contemporáneos consideran este término como despectivo y se oponen a su uso.Los descendientes modernos de esta cultura suelen optar por utilizar el término "Ancestral Pueblo".Los Hopi utilizan el término Hisatsinom, que significa "gente antigua", para describir a los Pueblos Ancestrales.La arqueóloga Linda S. Cordell analizó la etimología y el uso de esa palabra:

El nombre "Anasazi" ha llegado a significar "gente antigua", aunque la palabra en sí es Navajo y significa "ancestros enemigos". [La palabra Navajo es anaasází (<anaa- "enemigo", sází "antepasado"). Es una lástima que una palabra que no es de los indios Pueblo haya llegado a representar una tradición que es ciertamente ancestral para los Pueblo. El término fue aplicado por primera vez a las ruinas de Mesa Verde por Richard Wetherill, un ranchero y comerciante que, entre 1888 y 1889, fue el primer angloamericano en explorar aquellas zonas. Wetherill conoció y trabajó con Navajos, y comprendió el significado de la palabra. El nombre se consolidó en arqueología cuando fue adoptado por Alfred V. Kidder, reconocido decano de arqueología del suroeste. Kidder consideró que era menos engorroso que un término más técnico que él podría haber usado. Posteriormente, algunos arqueólogos que intentaron cambiar el término se han preocupado de que, dado que los indios Pueblo hablan diferentes idiomas, existan diferentes palabras para "ancestro", y usar una podría resultar ofensivo para quienes hablan otros idiomas.

Otros han objetado la definición de Cordell del nombre "Anasazi", diciendo que su verdadera connotación significa en idioma Navajo "aquellos que hacen las cosas de manera diferente".También hay otra versión que estipula que el término Anasazi se originó a partir de la adopción por parte de los Navajos de una palabra Ute que literalmente significa "enemigo antiguo" o "enemigo primitivo", pero que los Navajos usaban para hacer referencia a "salvaje" o "bárbaro", de ahí el rechazo del término por parte de los indios Pueblo.[cita requerida]

## Geografía

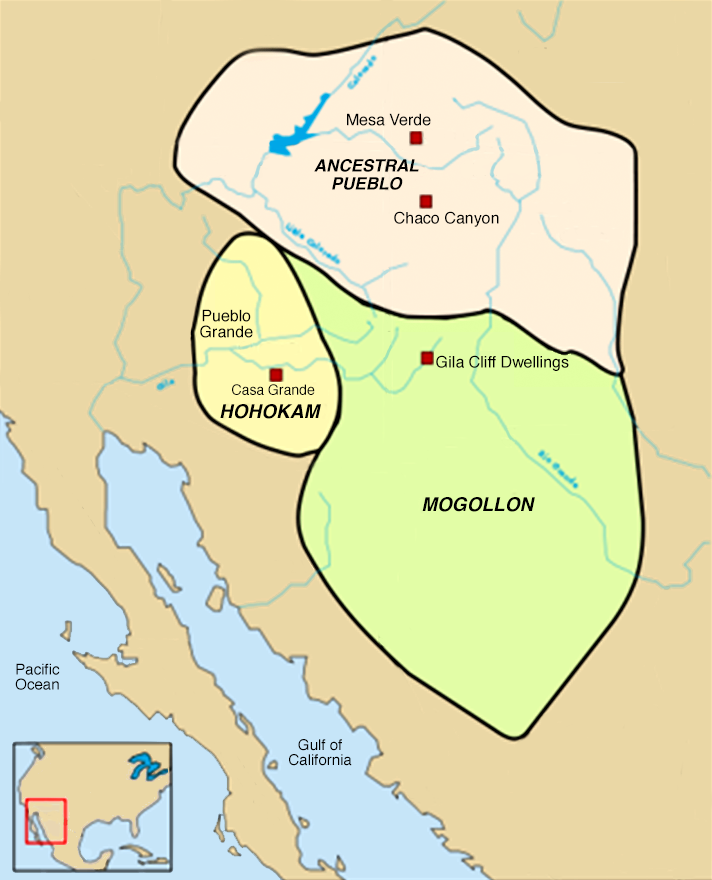
Mapa que muestra los asentamientos de los Anasazi y culturas vecinas: los Hohokam y los Mogollon.

Los Anasazi fueron una de las cuatro principales tradiciones arqueológicas prehistóricas reconocidas en el suroeste de Estados Unidos, también conocida como Oasisamérica. Las otras son los Mogollones, los Hohokam y los Patayanes. En relación con las culturas vecinas, los Anasazi ocuparon el cuadrante noreste de la zona.La tierra natal de los Anasazi está localizada en la Meseta de Colorado, pero se extiende desde el centro de Nuevo México en el este hasta el sur de Nevada en el oeste.
Las zonas del sur de Nevada, Utah y Colorado forman una frontera norte imprecisa, mientras que la frontera sur está definida por el Río Colorado y el Pequeño Río de Colorado en Arizona, y los respectivos Río Puerco y Grande en Nuevo México. Se han encontrado estructuras y otras pruebas de los Anasazi que abarcan hacia el este, hasta las Grandes Llanuras Americanas, en áreas cercanas al Río Cimarrón y el Río Pecos, así como en la Cuenca de Galisteo.

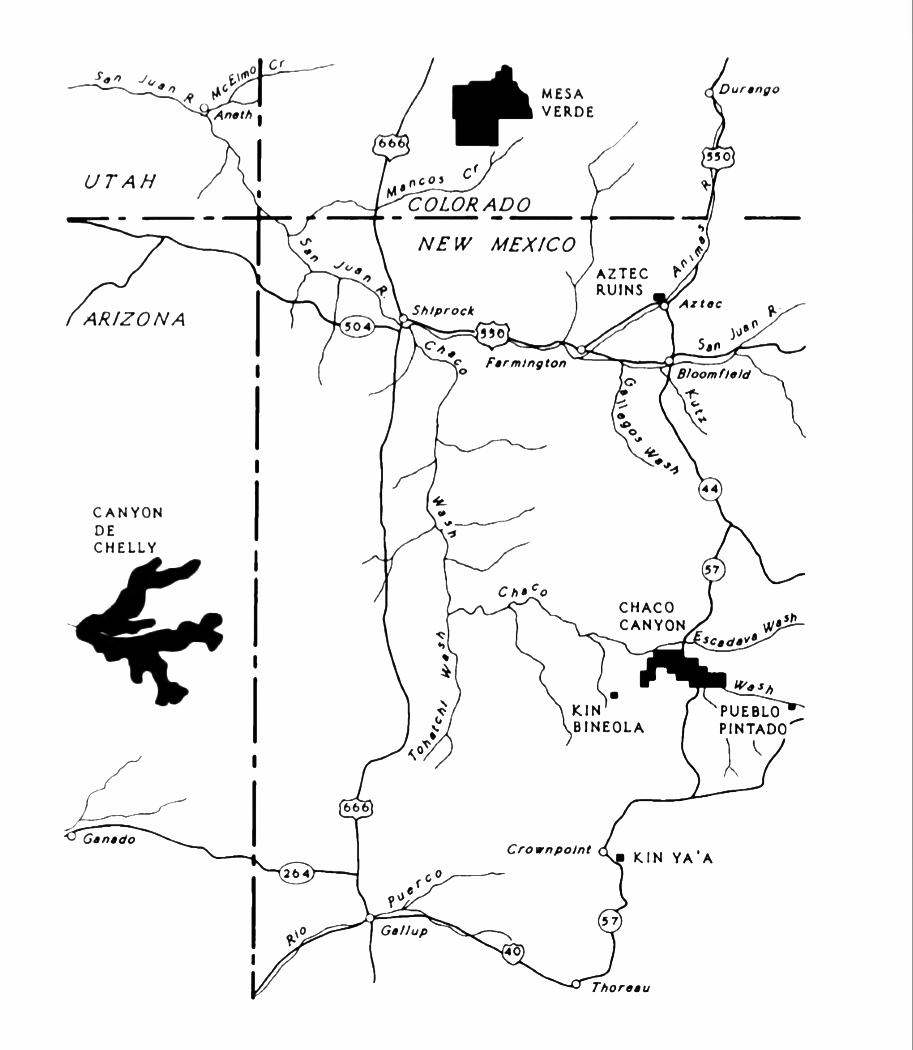

El terreno y los recursos de esta extensa región varían considerablemente. Las mesetas presentan elevaciones que oscilan entre los 1.400 y los 2.600 m. Las extensas mesas horizontales están cubiertas por formaciones sedimentarias y cuentan con bosques de enebros, piñoneros y pinos ponderosa, cada uno de los cuales presenta diferentes elevaciones. La erosión del viento y del agua ha creado cañones de paredes escarpadas y ha esculpido ventanas y puentes en el paisaje de arenisca. En zonas donde estratos resistentes (capas de roca sedimentaria), como la arenisca o la caliza, se superponen a estratos más erosionables, como la pizarra, se formaron salientes rocosos. Los Anasazi preferían construir bajo estos salientes para refugiarse y defenderse de posibles ataques. 
Todas las zonas del territorio de los Anasazi sufrieron períodos de sequía y erosión causada por el viento y el agua. Las lluvias de verano podían ser inestables y producían tormentas eléctricas destructivas. Si bien la cantidad de nieve en invierno variaba considerablemente, los Anasazi dependían de la nieve para obtener la mayor parte del agua. En primavera el deshielo permitía la germinación de semillas, tanto silvestres como cultivadas.
Donde las capas de arenisca se superponían a la pizarra, la nieve derretida podía acumularse y crear filtraciones y manantiales, que los Anasazi utilizaban como fuentes de agua. La nieve también alimentaba los afluentes más pequeños y predecibles, como los ríos Chinle, Animas, Jemez y Taos. Los ríos más grandes tenían una importancia menos directa para los Anasazi, ya que los arroyos más pequeños eran más fáciles de desviar o controlar para el riego.

## Características culturales

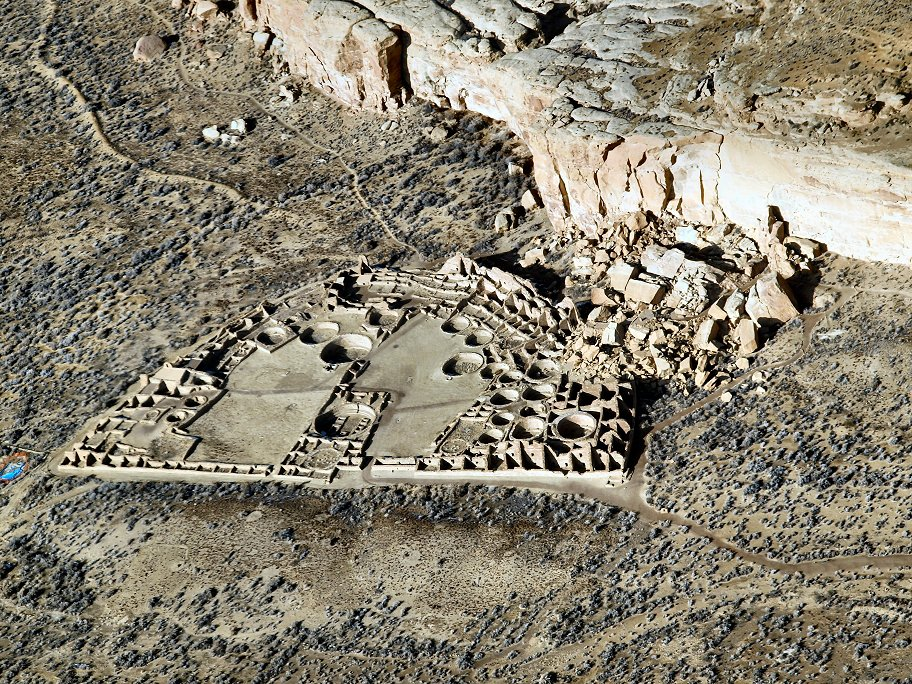
Pueblo Bonito, la más grande de las Grandes Casas del Chaco, se encuentra al pie del borde norte del Cañón del Chaco.

La cultura de los Anasazi es quizás más conocida por las viviendas de piedra y tierra que su gente construyó a lo largo de las paredes de los acantilados, particularmente durante las eras Pueblo II y Pueblo III, desde aproximadamente el 900 hasta el 1350 d. C. Los ejemplos mejor conservados de viviendas de piedra están ahora protegidos dentro de los parques nacionales de Estados Unidos, como el monumento nacional Navajo, el parque histórico Nacional de la Cultura Chaco, el parque nacional de Mesa Verde, el monumento nacional Cañones de los Antiguos, el monumento nacional de las Ruinas Aztecas, el monumento nacional Bandelier, el monumento nacional de Hovenweep y el Monumento Nacional Cañón de Chelly.
Estas aldeas, llamadas pueblos por los colonos españoles, solo eran accesibles mediante cuerdas o escalada en roca. Estos asombrosos logros constructivos tuvieron un comienzo modesto. Las primeras casas y aldeas ancestrales de los Anasazi estaban basadas en las casas en zanja, un elemento común durante el período de los Cesteros.
Los Anasazi también son conocidos por su cerámica. La cerámica local, utilizada para cocinar o almacenar, era de color gris, sin pintar, lisa o texturizada. La cerámica utilizada para fines más formales solía estar ricamente ornamentada. En la parte norte de las tierras de los Anasazi, entre el 500 y el 1300 d. C. aproximadamente, los estilos de cerámica solían presentar diseños pintados en negro sobre fondos blancos o gris claro.La decoración se caracteriza por un rayado fino y los colores contrastantes se crean mediante el uso de pintura a base de minerales sobre un fondo calcáreo.Al sur del territorio Anasazi, en los asentamientos Mogollones, la cerámica era a menudo hecha a mano, raspada y pulida, con una coloración que iba del rojo al marrón.
Algunos cilindros altos eran probablemente recipientes ceremoniales, mientras que las jarras de cuello estrecho (llamadas ollas) se utilizaban a menudo para líquidos. La cerámica de las regiones del sur de las tierras de los Anasazi presenta una decoración audaz con líneas negras y el uso de colorantes a base de carbono.En el norte de Nuevo México, la tradición local de hacer cerámica blanca sobre negro (la cerámica blanca de Río Grande) continuó mucho después del 1300 d. C.
Los cambios en la composición, la estructura y la decoración de la cerámica son indicios de cambios sociales en el registro arqueológico. Esto es particularmente cierto a medida que los pueblos del suroeste de Estados Unidos comenzaron a abandonar sus asentamientos históricos y migraron hacia el sur. Según los arqueólogos Patricia Crown y Steadman Upham, la aparición de colores brillantes en los Polícromados Salado del siglo XIV puede reflejar alianzas religiosas o políticas a nivel regional. La cerámica de finales de los siglos XIV y XV del centro de Arizona, ampliamente comercializada en la región, tiene colores y diseños que pueden derivar de la cerámica de los Anasazi y Mogollones.
Los Anasazi también sobresalieron en el arte rupestre, como en petroglifos tallados y pictografías pintadas. Los Anasazi pintaron pictografías estilo Barrier Canyon en lugares donde las imágenes estaban protegidas del sol, pero visibles para el público. Los diseños tienen formas de aspecto humano. El llamado "panel del Espíritu Santo", en el Cañón de la Herradura, se considera uno de los primeros enclaves de la perspectiva gráfica, donde la figura más grande parece adquirir una representación tridimensional.
Evidencias arqueológicas recientes han establecido que en al menos una gran casa, Pueblo Bonito, la familia de élite cuyos enterramientos están asociados con la zona, practicaba la sucesión matrilineal. La habitación 33 de Pueblo Bonito, el entierro más rico jamás excavado en el suroeste, sirvió como cripta para un poderoso linaje, trazado a través de la línea femenina, durante aproximadamente 330 años. Si bien otros enterramientos de los Anasazi aún no se han sometido a las mismas pruebas arqueogenómicas, la persistencia de la descendencia matrilineal entre los indios Pueblo contemporáneos sugiere que esta pudo haber sido una práctica generalizada entre los Anasazi.

## Arquitectura
Los Anasazi del suroeste de Norteamérica crearon una arquitectura única con espacios comunitarios planificados. Centros de población como el Cañón del Chaco (a las afueras de Crownpoint (Nuevo México), Mesa Verde (cerca de Cortez (Colorado) y el Monumento Nacional de Bandelier (cerca de Los Álamos (Nuevo México)) han dado renombre a los Anasazi. Consistían en complejos de apartamentos y estructuras de piedra, adobe y otros materiales locales, o excavadas en las paredes de los cañones. Desarrolladas dentro de estas culturas, sus habitantes también adoptaron detalles de diseño de otras culturas tan lejanas como el México contemporáneo. 
Estos edificios solían ser de varios pisos y multiusos, rodeados de plazas abiertas y miradores. Cientos de miles de personas vivían en estas comunidades. Estos complejos albergaban eventos culturales y cívicos, así como infraestructura que sustentaba una vasta región periférica a cientos de kilómetros de distancia, conectada por vías de transporte.

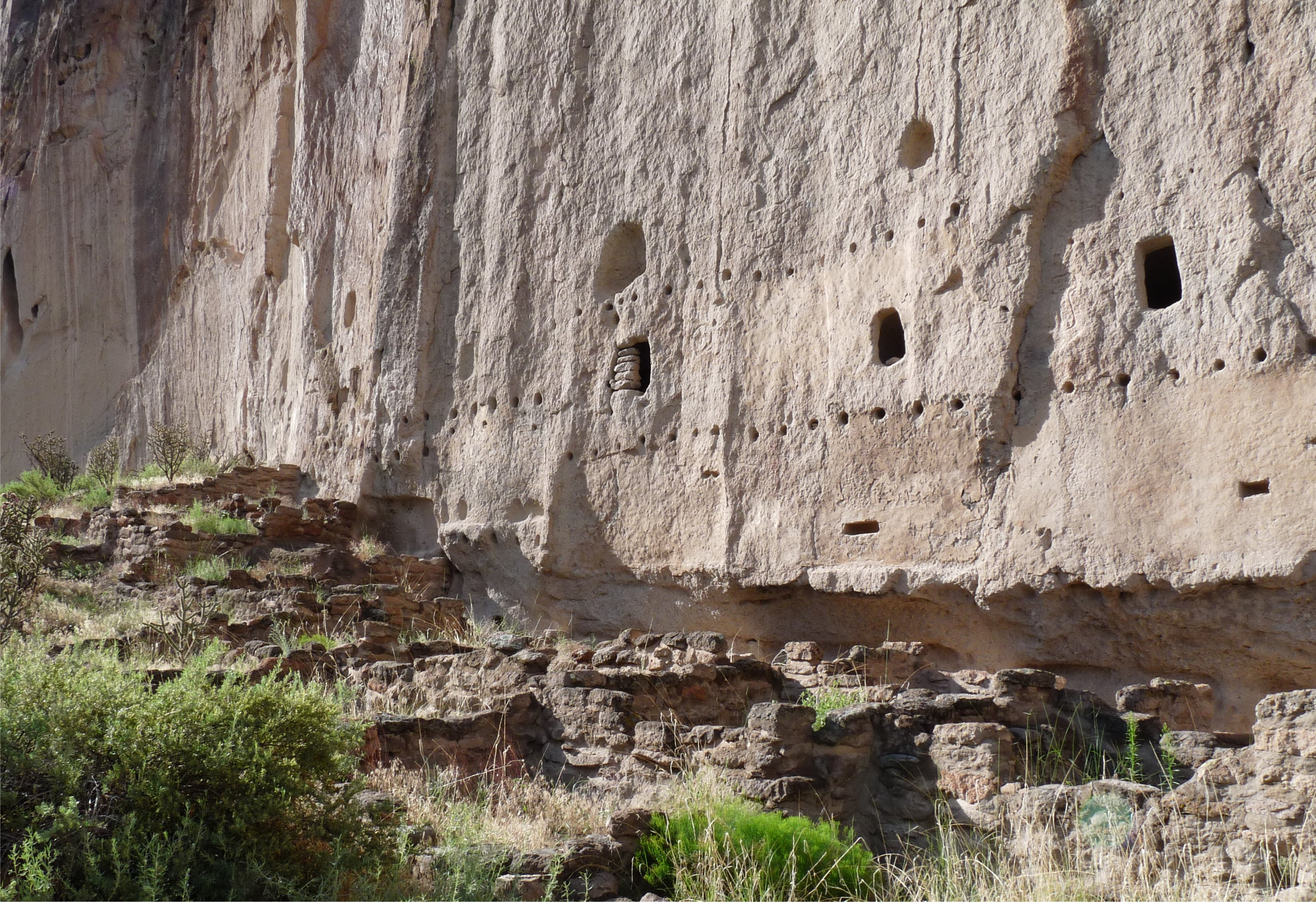
Viviendas de varios pisos en Bandelier: de los pisos superiores quedan cimientos de muros de roca, huecos para vigas y agujeros excavados en toba volcánica.

Construidos mucho antes de 1492 d. C., estos pueblos y aldeas estaban ubicadas en posiciones defensivas, por ejemplo, en mesetas altas y escarpadas como Mesa Verde o el actual Pueblo de Acoma, conocido como la "Ciudad del Cielo", en Nuevo México. Antes del año 900 d. C. y hasta después del siglo XIII, estos complejos poblacionales eran importantes centros culturales. En el Cañón del Chaco, los desarrolladores Chaqueños extraían bloques de arenisca y transportaban madera desde grandes distancias, construyendo 15 complejos importantes. Estos se consideraron los edificios más grandes de Norteamérica hasta finales del siglo XIX.
Hay evidencias de arqueoastronomía en el Chaco, siendo el petroglifo de la Daga del Sol en Fajada Butte un ejemplo popular. Muchos edificios Chaqueños podrían haber estado alineados para captar los ciclos solares y lunares, lo que requirió generaciones de observaciones astronómicas y siglos de construcción hábilmente coordinada.Los Chaqueños abandonaron el cañón, probablemente debido al cambio climático que comenzó con una sequía de 50 años a partir de 1130.

### Grandes casas

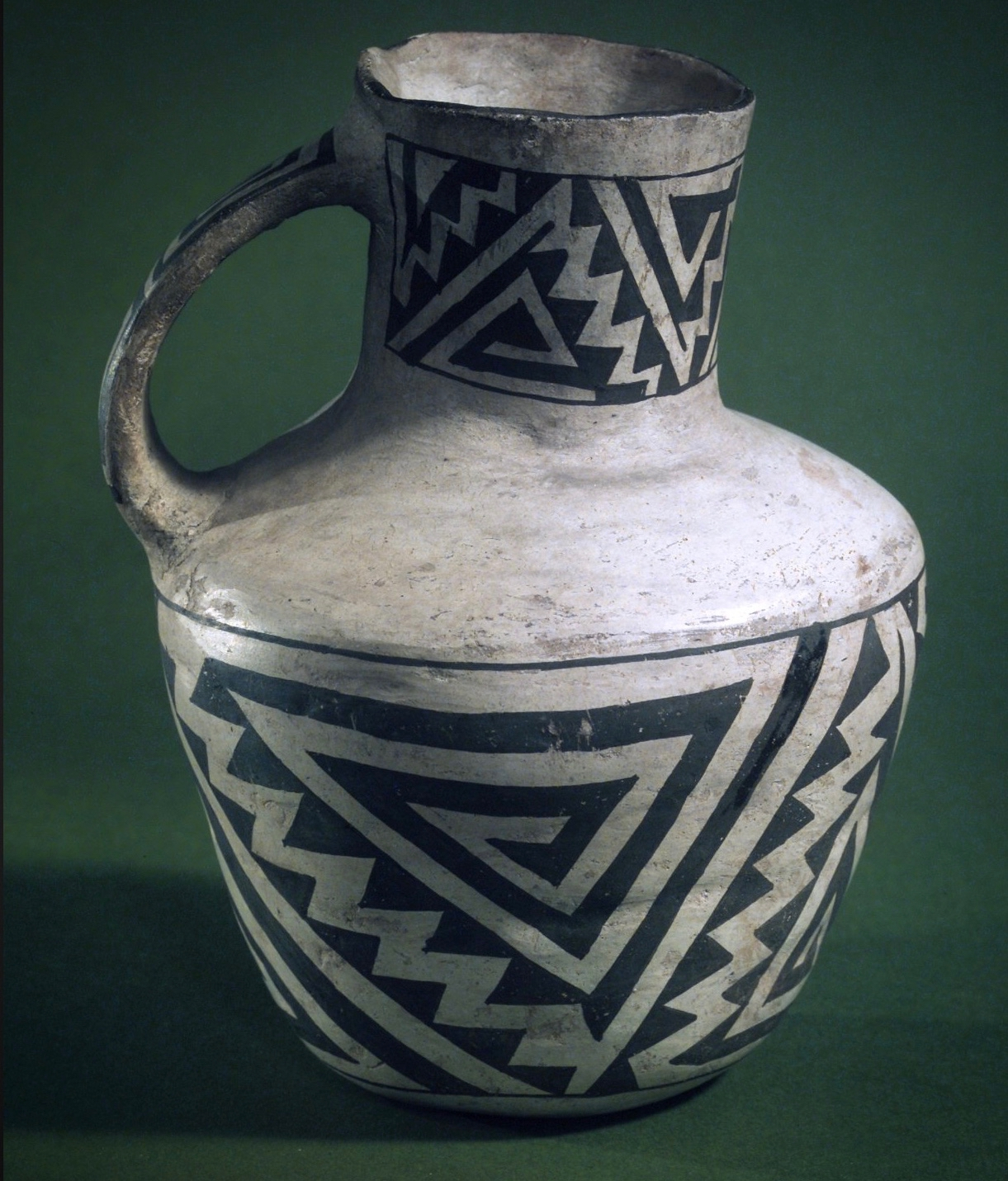
Jarra Mancos con diseños geométricos en blanco y negro, Ancestral Pueblo, 900-1300 d. C., Museo de Brooklyn.

Inmensos complejos (conocidos como "casas grandes") representaban el culto en el Chaco. Los arqueólogos han encontrado instrumentos musicales, joyas, cerámica y objetos ceremoniales, lo que indica que quienes habitaban las Casas Grandes pertenecían a familias de la élite y a los más ricos. Organizaban entierros en los interiores, donde se enterraban regalos junto a los muertos, entre los que se encontraban frecuentemente cuencos de comida y cuentas de turquesa.
A lo largo de los siglos, las formas arquitectónicas evolucionaron, pero los complejos conservaron algunos rasgos fundamentales, como su tamaño. Contaban con un promedio de más de 200 habitaciones cada uno, y algunos contaban con 700.Las habitaciones eran muy amplias, con techos más altos que los edificios ancestrales de épocas anteriores. Estaban bien planificadas: grandes secciones se construyeron en una sola etapa.

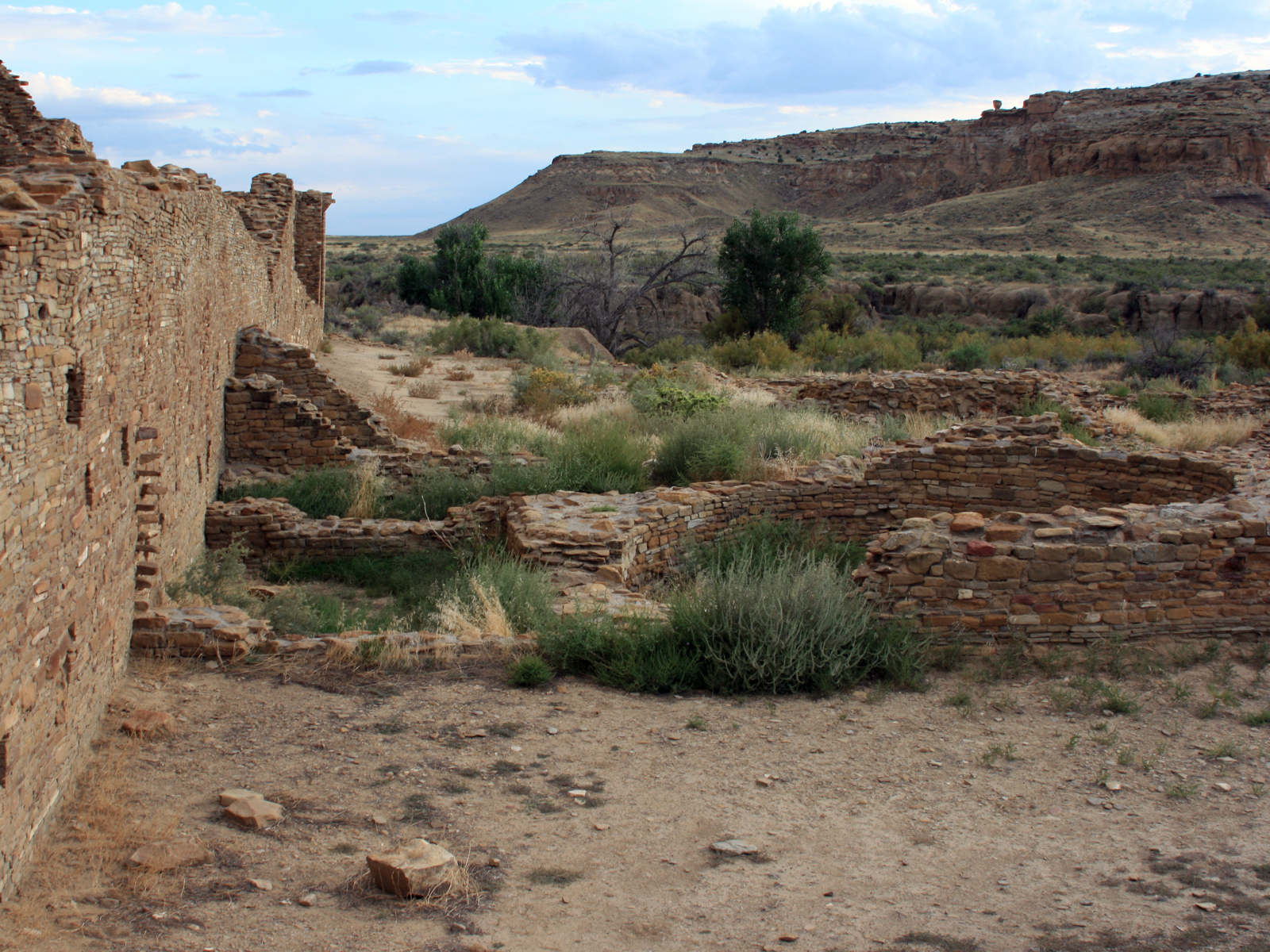
Casa Rinconada, Parque Histórico Nacional de la Cultura Chaco (Nuevo México).

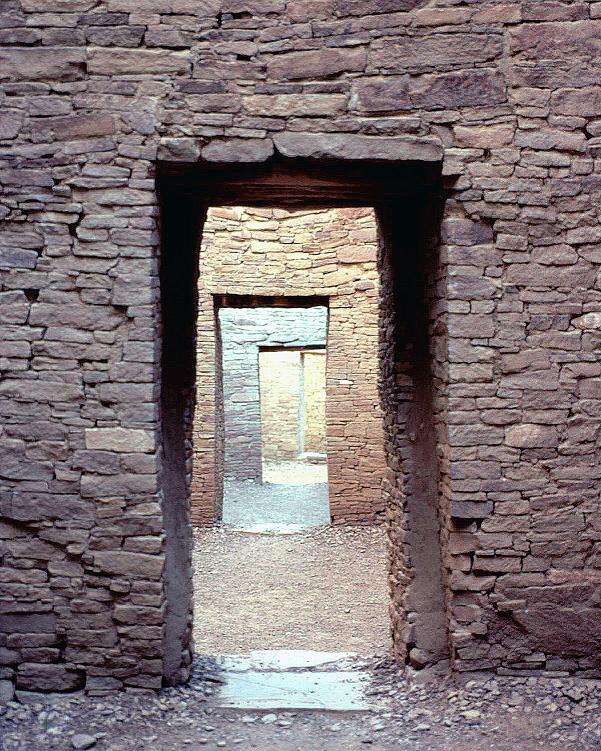
Puertas, Pueblo Bonito en Cañón del Chaco (Nuevo México).

La mayoría de las casas daban al sur. Las plazas casi siempre estaban rodeadas de edificios con habitaciones aisladas o muros altos. A menudo tenían cuatro o cinco pisos, con habitaciones de una sola planta orientadas a la plaza; los bloques de habitaciones se adosaban para que las secciones más altas formaran el edificio trasero. Las habitaciones solían organizarse en suites, con las habitaciones delanteras más grandes que las traseras, el interior y los almacenes o áreas de almacenamiento.
Las estructuras ceremoniales, conocidas como kivas, se construían proporcionalmente al número de habitaciones. Se construía una kiva pequeña por cada 29 habitaciones aproximadamente. Nueve complejos contaban con una Gran Kiva, de hasta 19 m de diámetro. Puertas en forma de T y dinteles de piedra caracterizaban todas las kivas Chaqueñas.

## Aspectos materiales y tecnológicos

### Los pueblos

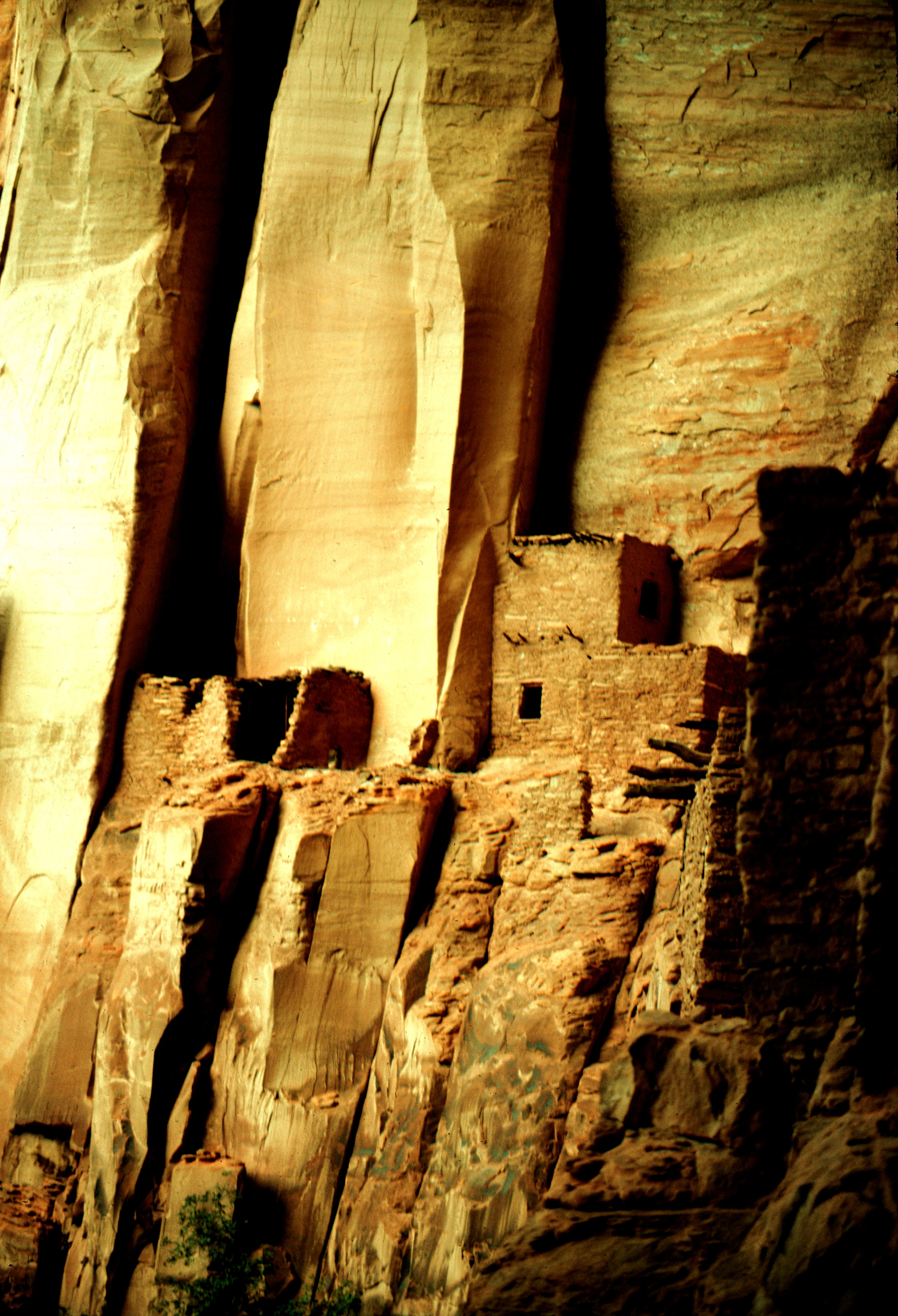
Ruinas anasazi, Cañón de Chelly - Arizona.

Gracias a la arqueología se conocen una gran variedad de casas y poblaciones anasazis. Las viviendas más antiguas eran muy modestas, pequeñas casas primitivas lo suficientemente grandes para alojar a una familia. Tenían cimientos poco profundos (casas-pozo). El tejado estaba hecho con tierra y ramas. El fogón se encontraba en el centro. Con el crecimiento demográfico, las viviendas se reagrupan en aldeas. Este hecho manifiesta una organización colectiva más o menos consciente del espacio. A partir del siglo X, estos pueblos pueden alojar varias centenas de habitantes. Se sitúan en mesetas como en Cañón Chaco (950-1100) o abrigándose bajo los acantilados de Mesa Verde (1100–1300).
Los anasazis escogían lugares excepcionales para instalarse. Varios pueblos se sitúan bajo impresionantes acantilados en el siglo XIII. Ciertas excavaciones se realizan en las paredes de gigantescos cañones. La orientación de los pueblos protege de la lluvia y la nieve en invierno y de los mayores calores del verano. Además presentan la ventaja de ser una protección natural frente a los ataques enemigos. En cambio los alejaban de las plantaciones, haciéndolas menos accesibles a los habitantes.

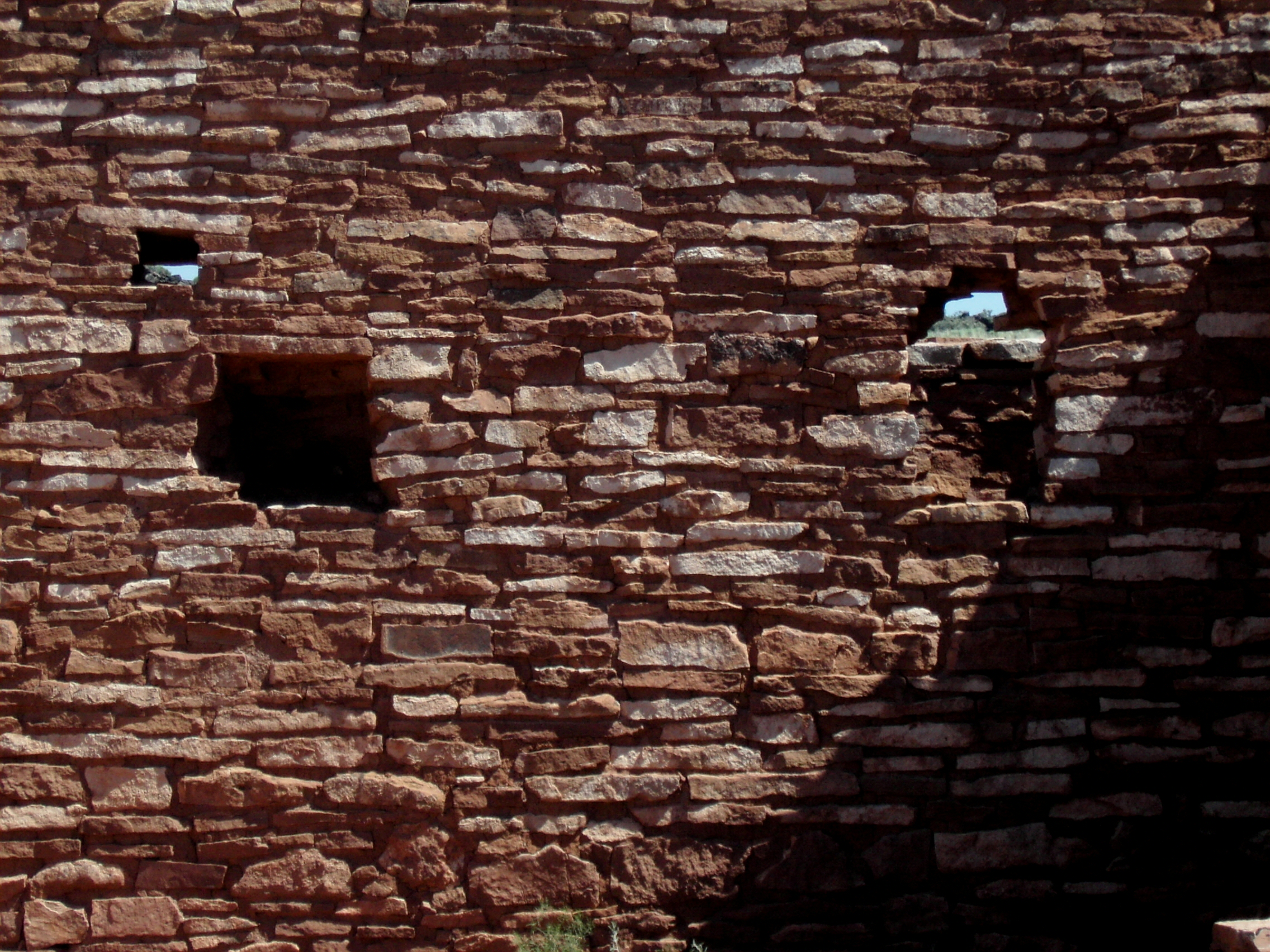
Materiales utilizados en las viviendas anasazi. Wupatki National Monument, Arizona.

Los muros de las casas están hechos con una especie de adobe llamado jacal en México, aplicados a unas rejillas hechas de madera. Las construcciones mejor conservadas tenían una estructura de piedra unida por mortero. También conocían el ladrillo cocido. En distintos pueblos, ciertas casas guardan huellas de pintura decorativa sobre un revestimiento de yeso, arcilla o directamente sobre el adobe.
El tejado estaba recubierto por capas de arcilla y ramas mantenidas por troncos. Las casas inicialmente tenían un solo nivel, pero podían elevarse hasta en dos pisos suplementarios. Varias habitaciones rectangulares en la planta baja estaban reservadas al almacenamiento del alimento. La vida cotidiana se realizaba sobre todo en las terrazas de estas viviendas.
En estos pueblos los arqueólogos se han interesado sobre todo por las plazas y a las kivas. Las kivas, inicialmente reservadas al reposo, acabarían usándose para ceremonias religiosas.

### Alimentación y cocina

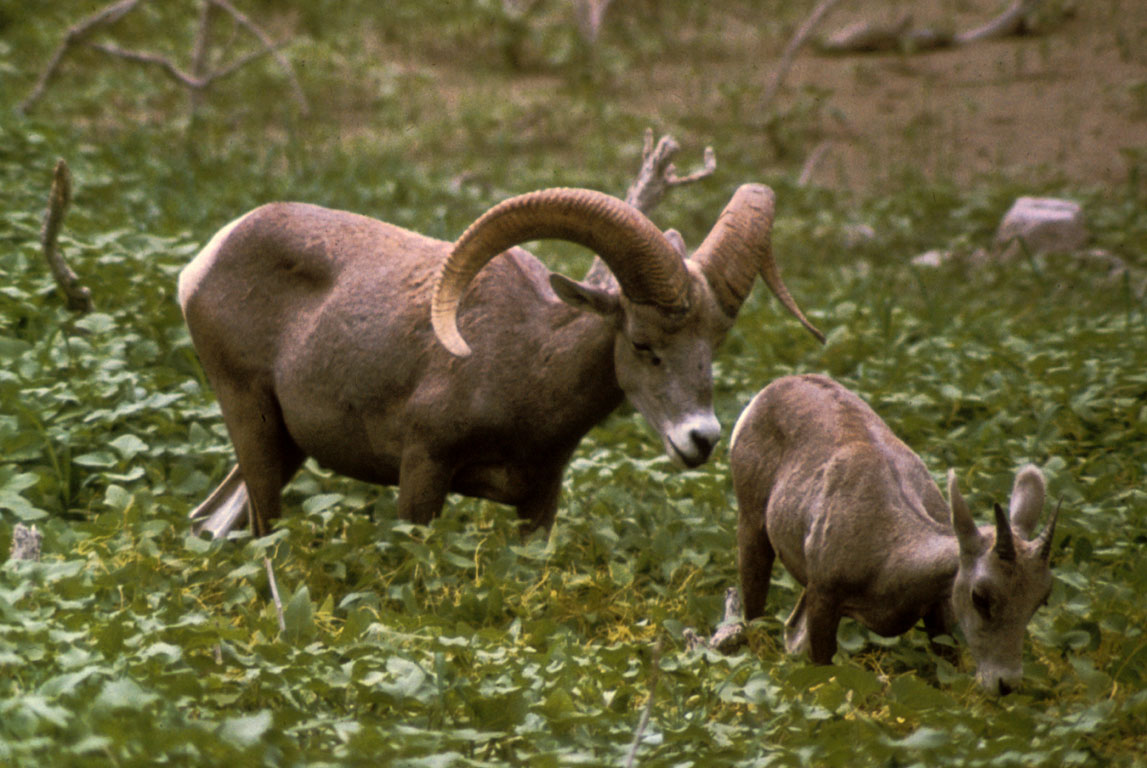
Muflón: los anasazi cazaban a veces estos animales.

Agricultores sedentarios, los anasazis cultivaban en campos que situaban en las proximidades de sus viviendas. Producían maíz, alubias, calabazas y tabaco. Todas estas plantas son originarias de Mesoamérica y eran fundamentales en las civilizaciones precolombinas. Los campos se situaban en las mesetas hasta dos mil cien metros por encima del nivel del mar. A más altitud, las condiciones eran demasiado duras para el cultivo. Sus herramientas agrarias estaban hechas de piedra y madera (azada, pala, plantadora), pues los anasazis no dominaban las técnicas metalúrgicas.
En cambio este pueblo adaptó progresivamente las técnicas de irrigación provenientes de México, ya fuera extrayendo agua de los ríos o constituyendo reservas de agua de lluvia. Construyeron pequeños embalses, canales y depósitos que atestiguan una organización comunitaria. Una parte del cultivo era almacenada en las casas para periodos menos propicios. El maíz y las calabazas eran secados y almacenados. Recuperaban los piñones calentando las piñas, para consumirlos directamente o elaborar tortas. Las pipas de girasol eran almacenadas en jarras una vez desgranadas. Los cereales se almacenaban en recipientes cerrados para protegerlos de los roedores e insectos. En el siglo V aparece una pieza de alfarería decorada con líneas o puntos, probablemente derivado de elementos de cestería. Más tarde el diseño se complica con representaciones de animales o de humanos. Los colores difieren según las regiones: negros y blancos en Colorado, negro y rojo al norte de Arizona, rojos y gamuzados en Utah. La alfarería acaba siendo ricamente decorada con distintos esquemas incrustados antes de la cocción por espigas de cereales, yuca o conchas.

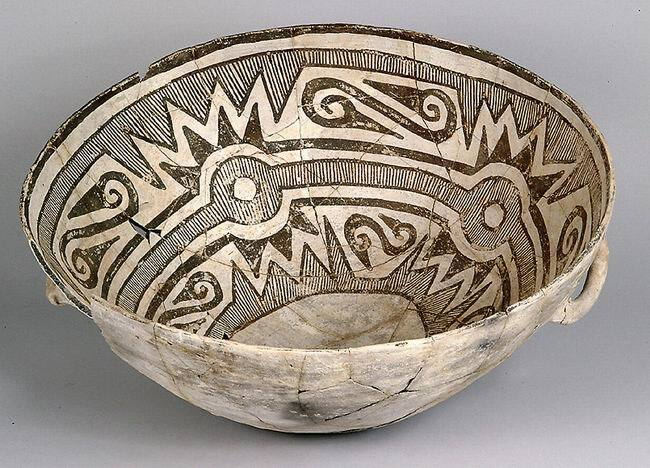
Tazón de cerámica decorado, -, Cañón del Chaco.

Aunque habían abandonado el nomadismo siglos atrás, los amerindios del suroeste americano nunca abandonaron completamente la caza-recolección practicada por sus antepasados. Piñones, bayas, frutos salvajes, higos chumbos constituían complementos a la dieta. La caza la encontraban en las mesetas (bisones, venados, antílopes) o en las montañas (venados, muflones). Capturaban animales más pequeños (conejos, ardillas, pájaros) con trampas o redes de yuca.
Los pequeños animales eran la fuente principal de proteínas, los animales más grandes eran troceados directamente en el lugar de caza. Se guardaban las pieles y tendones para otros usos. La cría de pavo servía únicamente para la obtención de plumas, ya que no los consumían.
Para la preparación de las comidas encendían el fuego frotando un palo contra una placa de madera, el fuego se mantenía en un agujero hecho directamente en el suelo. Para cocinar utilizaban herramientas de tierra cocida, de madera o de hueso. Para hervir los líquidos introducían piedras calientes en el interior de los recipientes de tierra, ya que estos no podían ponerse directamente al fuego.

### Artesanía y comercio

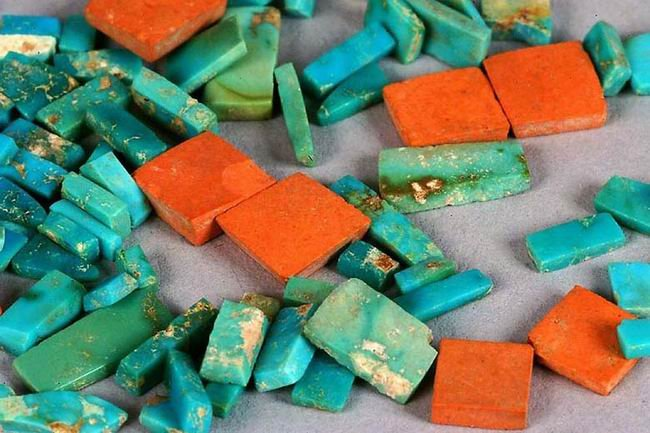
Turquesas talladas encontradas en Cañón Chaco.

Los hombres tejían el algodón para hacer mantas y camisas. Usaban otras fibras vegetales como la yuca y pieles o cueros para sus ropas. Llevaban sandalias y mocasines y probablemente zapatos adaptados a los periodos invernales.
Las joyas eran corrientes: collares, pendientes, brazaletes, brochas y peines de madera, hueso, coral o azabache o en piedras como la turquesa. Incluso se han encontrado instrumentos musicales (flauta de hueso).

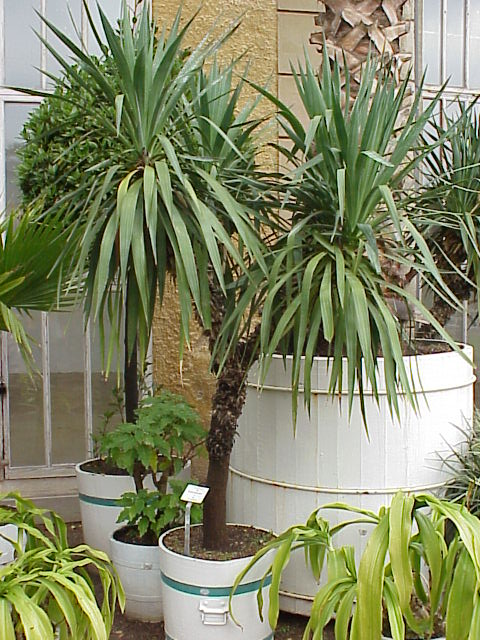
La yuca era utilizada en la artesanía.

Los anasazis importaban conchas de California, perlas de cobre y loros de Mesoamérica, algodón y silimanita. Los comerciantes utilizaban una amplia red de senderos pero no había verdaderas rutas comerciales, a diferencia por ejemplo del Imperio Inca. Los ríos de la región además no eran navegables.
Pueblo Bonito en Cañón Chaco, se ha confirmado como el gran centro comercial de los anasazi. La región está atravesada por un gran número de vías que unen una centena de pueblos. Los anasazi no conocían el sistema monetario y usaban el trueque para el comercio.
En su vida cotidiana, los anasazis utilizaban distintos objetos visibles a día de hoy en los grandes museos estadounidenses:
- Cestas, canastas de mimbre, yuca, zumaque de múltiples usos. Eran utilizados, por ejemplo, como mochila para transportar herramientas, madera o comida.
- Cerámica y alfarería: urnas, boles, cántaros, jarras, cucharas, figuritas.
- Herramientas y armas de piedra: puntas de flecha, mazas, cuchillos de obsidiana, punzones para trabajar el cuero, hachas de silimanita o de limonita.
- Objetos para tejer el algodón, para coser el cuero (agujas de hueso).
- Hilo (a veces a base de cabello), cordel y sogas (de yuca).

## Aspectos inmateriales y simbólicos

### Creencias
Los anasazis dejaron numerosos petroglifos en los acantilados del desierto norteamericano en gres. Se trata de dibujos más o menos estilizados, grabados en las paredes de los cañones. Algunos de esos dibujos están pintados en la roca. Pueden estar solos o cubrir varios metros cuadrados. Los dibujos pueden superponerse durante periodos muy largos, por lo que petroglifos muy antiguos pueden estar entremezclados con otros del siglo XIX.
Los arqueólogos solo pueden elaborar hipótesis sobre su significado:
- Los dibujos representan animales cazados.
- Algunos pueden representar mapas rudimentarios para indicar lugares importantes (fuentes, pueblos).
- Algunos figuran cereales para representar una buena cosecha.
- Hay dibujos que representan una familia o grupo de humanos, así como escenas de baile.
- Hay espirales de hasta 75 centímetros de diámetro que podrían evocar el movimiento del Sol o el tiempo que pasa. Podrían ser una especie de calendario ritual. Para los indios Pueblos actuales simbolizan las migraciones de las tribus.

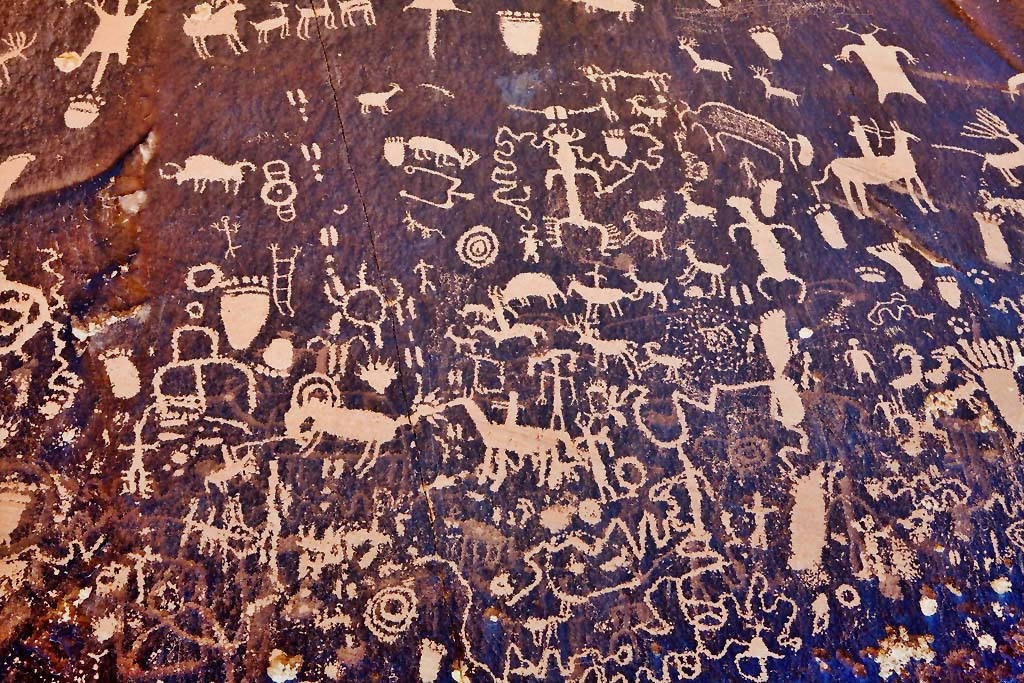
Petroglifos, Newspaper Rock, Utah.

Varios tipos de petroglifos están relacionados con los solsticios de verano e invierno. Los de Fajada o Hovenweep National Monument indican claramente esos momentos del año. Las alineaciones de edificios prueban que los anasazis sabían prever el ciclo draconítico lunar de 18,6 años.
Se ignora si existía un clero estructurado. Se sabe que ciertas personas se provocaban de vez en cuando visiones tomando sustancias alucinógenas; se han encontrado, por ejemplo, semillas de datura en Mesa Verde. Las ceremonias se practicaban en altares de los cuales se han conservado algunos ejemplares de madera pintada. Las excavaciones permitieron encontrar báculos de oración que eran ofrecidos a los «espíritus». El Cañón del Chaco parece representar para ciertos estudiosos un gran centro de peregrinación de las poblaciones circundantes.

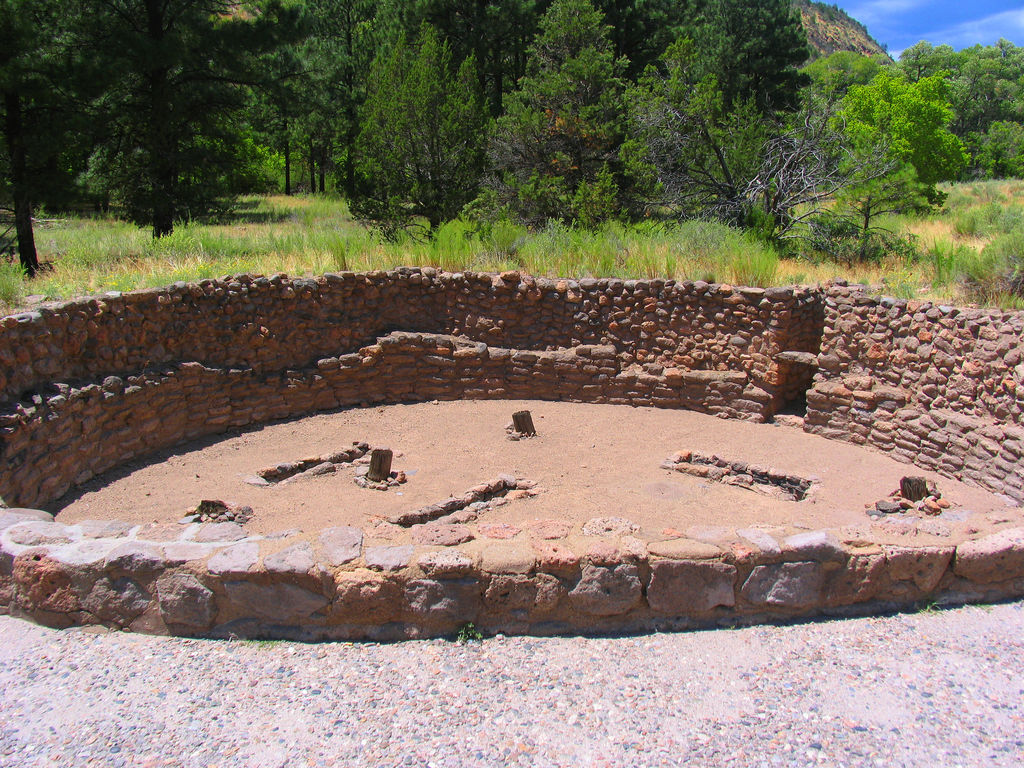
Kiva anasazi, Bandelier National Monument, Nuevo México.

Los anasazis adoraban el dios Kokopelli y a los kachinas, espíritus invisibles. Existían ceremonias colectivas destinadas a invocar a los espíritus para que protegieran a la comunidad. Se organizaban en las kivas. La religión de los anasazis era pues próxima a la animista: se encontraron restos de un loro enterrado ritualmente en Nuevo México.
Las kivas eran habitaciones circulares excavadas en el suelo y recubiertas de un techo. En parte bajo el nivel del suelo, se descendía por una pequeña escalera para practicar el culto o reunir al consejo del pueblo. En el centro se encendía una hoguera y el humo se sacaba por un tubo de ventilación con deflector. Las kivas más grandes podían dar cobijo varias centenas de personas sentadas en taburetes de piedra. Las grandes kivas de Cañón del Chaco tenían un diámetro de 18 metros y estaban subdivididas en partes según los puntos cardinales. Las fiestas religiosas relacionadas con los ciclos agrícolas se celebraban en estas habitaciones y estaban reservadas a los hombres.

### Organización social
La sociedad anasazi debía parecerse a la de los Pueblos actuales. Se organizaban probablemente alrededor de un sistema matriarcal (la pareja se instala en la casa de la madre de la esposa) y matrilineal. Las mujeres son las propietarias del patrimonio familiar, casa y terrenos. El marido integra con el matrimonio el clan de la esposa, y a ésta le estaba permitido divorciarse. Los arqueólogos no están seguros de que los anasazi vivieran en clanes, creen más bien que se organizaban en un sistema igualitario, sin agrupaciones sociales jerarquizadas.

## Civilización o pueblo prehistórico

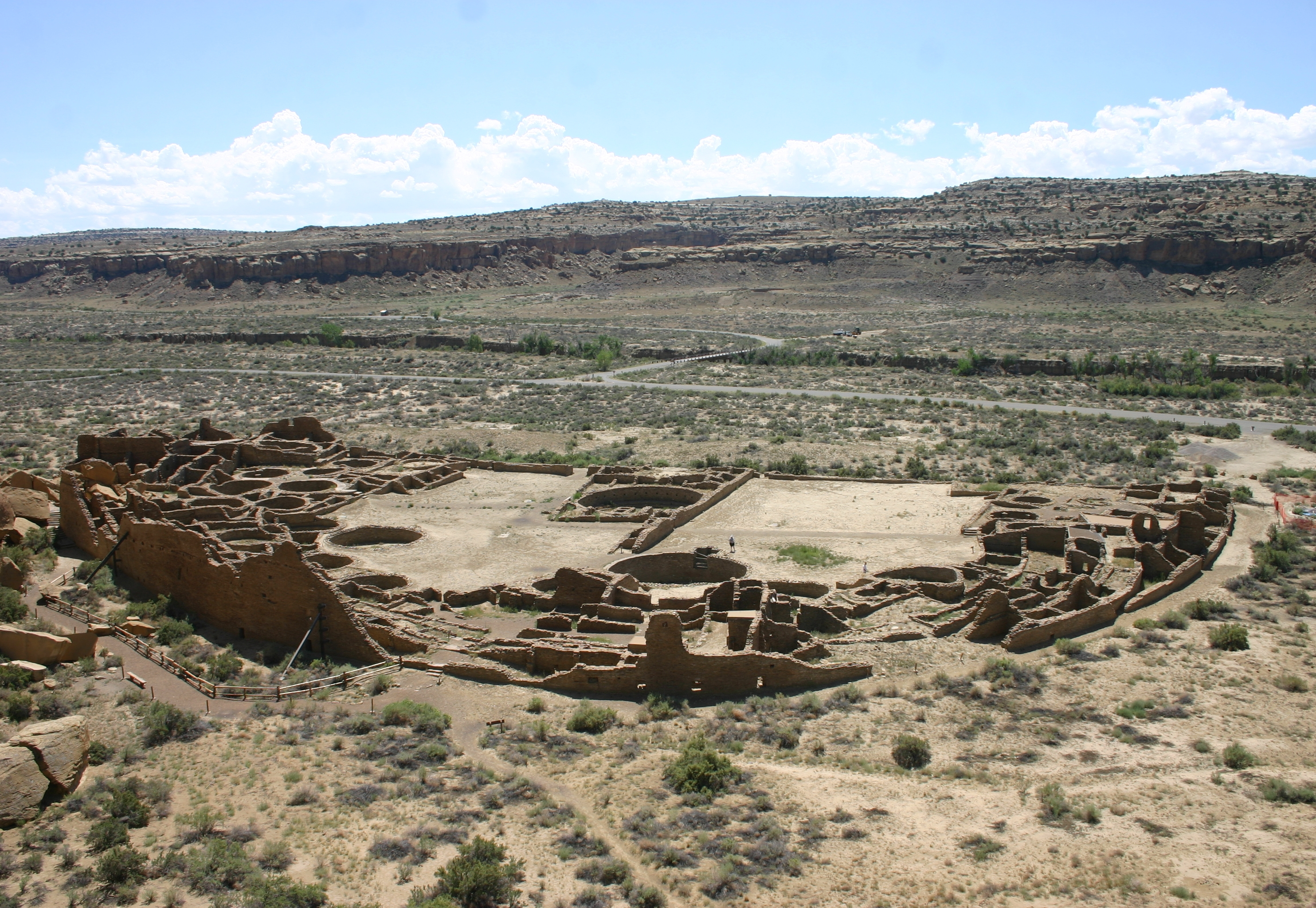
Cañón Chaco.

Para Jerry J. Brody, la cultura anasazi es «de la que tenemos mayor constancia de las culturas prehistóricas del suroeste estadounidense». Parece probado que los anasazis no tenían escritura, ni rueda, ni moneda. Tampoco conocían la metalurgia.
Sin embargo, el desarrollo textil, algodón, el dominio de la irrigación, de las construcciones en piedra con varios pisos (en Pueblo Bonito, por ejemplo, las había hasta de cinco) y los conocimientos de astronomía dan testimonio de una cultura rica y dinámica. Si se considera que existe una civilización cuando existe cierto grado de urbanización, los anasazis lo eran, ya que ciertos pueblos podrían haber contado hasta con seis mil habitantes. Los pueblos de Cañón del Chaco estaban tan próximos que habrían formado una aglomeración de quince a treinta mil habitantes.
Los anasazis consiguieron la proeza de edificar en lugares inaccesibles sin fuerza animal ni herramientas metálicas. Las grandes casas de Cañón del Chaco necesitaron para su construcción de millones de bloques de gres y varias centenas de millares de vigas. Por todo ello, cabe considerar que aún no se han revelado todos los misterios sobre la civilización de los anasazis.

## Fin de la cultura anasazi

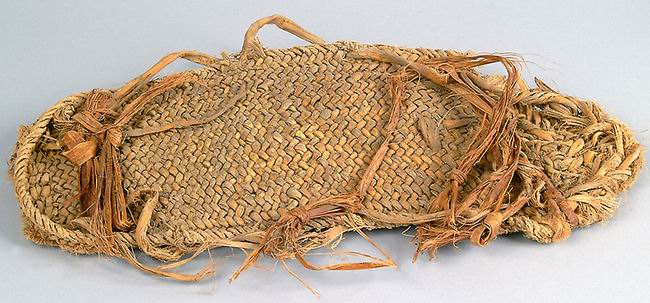
Sandalia en yuca,. Cañón Chaco.

Si bien muchos aspectos de la historia de los anasazis no son conocidos debido a la inexistencia de fuentes escritas, existe evidencia material de que ejercieron una presión excesiva sobre el ambiente. Esto podría haber provocado un "colapso" ecológico provocado por la sobreexplotación de los bosques cercanos, lo cual a largo plazo podría haber tenido efectos adversos en el clima de la región y el nivel de erosión del terreno. De hecho, el caso de la cultura anasazi es uno de los ejemplos arquetípicos tratados por Jared Diamond en su libro Colapso: por qué unas sociedades perduran y otras desaparecen dedicado al colapso social de diversas culturas antiguas por problemas de falta de sostenibilidad ecológica.